# Nguyễn Tường Lân
Nguyễn Tường Lân (阮祥麟, 1906-1946) là họa sĩ Việt Nam, một trong bộ tứ họa sĩ nổi tiếng thời kỳ đầu của nền mỹ thuật Việt Nam: "Nhất Trí, nhì Vân, tam Lân, tứ Cẩn".
Nguyễn Tường Lân học khóa 4 trường Cao đẳng Mỹ thuật Đông Dương (1928-1933). Sau khi tốt nghiệp, ông mở xưởng vẽ tại Hà Nội, nổi tiếng với đầy đủ tiện nghi và những người mẫu đẹp. Thuần thục hầu hết các chất liệu sơn dầu, sơn mài, lụa, khắc gỗ, bột màu, chì than, Nguyễn Tường Lân đã sáng tác nhiều tác phẩm, tuy nhiên cho đến nay, rất ít ỏi các tác phẩm của ông còn sót lại.

## Đánh giá

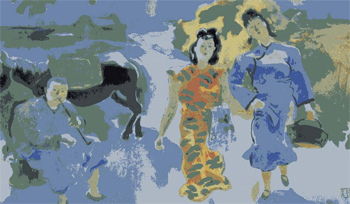
Tác phẩm "Chợ miền núi"

Tại Salon 1935 (SADEAI), báo Ngày nay nhận xét:
| “ | ...Bức họa Hiện vẻ hoa cô con gái ngồi yên lặng dưới rèm cửa vừa cuốn của Nguyễn Tường Lân làm ta nghĩ đến những mỹ nhân, nét bút linh diệu, nhẹ nhàng của họa sĩ Tàu và Nhật Bản. Trên đường Bắc Kạn cũng là một bức họa đẹp, nét vẽ giản dị, màu không nhiều. Ông Lân năm nay đã tỏ ra là một họa sĩ có bản năng, các hình màu đã rõ rệt, không còn mịt mù như trước nữa. | ” |

Tại Salon 1936 (SADEAI):
| “ | ...Nhà họa sĩ Nguyễn Tường Lân, trong bức vẽ lớn Thiên nhiên, một cô gái khỏa thân - cho chúng ta thưởng thức cái tài của nghệ sĩ trong tả những hình thể đều đặn. | ” |

Salon 1939 (SADEAI):
| “ | ...Nguyễn Tường Lân vẫn dí dỏm gẩy lên những nét vui tươi xinh xắn trên những đường toàn thể rất sơ sài. | ” |

Ông được xem là một trong số ít các họa sĩ đương thời có khả năng đưa các màu nguyên chất vào một sự hài hòa mang tính hư cấu, tượng trưng, giản dị và nhã nhặn, kể cả đối với tranh lụa. Ngay từ thập niên 1940, bằng nhịp điệu phóng khoáng của những vệt bút lớn chạy trên sơ đồ trang trí, Nguyễn Tường Lân đã sớm phá cách để đi đến phong cách nghệ thuật trừu tượng hóa (Hai thiếu nữ bên cửa sổ, Salon Unique, 1943).